# 詹馥華
詹馥華（1979年5月4日—），台灣作家、編劇、導演，2001年創作第1部長篇小說《一杯熱奶茶的等待》，連續2年獲得博客來網路書店排行榜第1名的成績。其他小說作品還包括《寄住在貝殻裏的海》、《寂寞的餃子》、《完全的騙徒》等。
2005年開始從事多部電視、電影、紀實節目以及紀錄片的幕後工作，擔任美術指導、編劇、副導演工作。2021年首次執導電影作品《一杯熱奶茶的等待》，於同年12月24日上映。 （页面存档备份，存于）
2015年撰寫對岸優酷視頻的【我的靈界男友】(台灣名稱【我的鬼基友】)於當時網劇排名平均位居第二，收視人口6億人。
2025年出版首部散文集《站在原地走了很遠》。

## （页面存档备份，存于）参考文献
1. ↑  .   [2021-11-30]. （原始内容存档于2022-05-02）.
2. ↑  {{cite news|url= https://stars.udn.com/star/story/10090/5264781%7Ctitle=%5B%5D 連晨翔「熱奶茶」挑戰大銀幕 情敵是「貴族」周予天 |date=2021-02-20|author=記者陳建嘉|publisher=聯合報
3. ↑  . news.guduomedia.com.   [2021-10-01]. （原始内容存档于2021-10-01）.